# Gliedergürteldystrophie 1G
Die Gliedergürteldystrophie 1G (LGMD1G) ist eine sehr seltene Erbkrankheit aus der Gruppe der Gliedergürteldystrophien, die autosomal-dominant vererbt wird.
Die Erkrankung wurde bisher bei 12 Mitgliedern einer brasilianischen Familie beschrieben.
Das verursachende Gen wurde 2014 veröffentlicht. Es handelt sich um HNRNPDL, ein Gen, das für das RNA-processing protein D-ähnliches heterogenes nukleäres Ribonukleoprotein kodiert.

## Erkrankungsbild
Die Erkrankung manifestiert sich im Erwachsenenalter zwischen dem 30. und 40. Lebensjahr. Klinisch ist die Erkrankung durch eine fortschreitende proximale Muskelschwäche gekennzeichnet. Außerdem wurden Beugekontrakturen der Finger und Zehen beschrieben. Die Kreatinkinase war bei den Mitgliedern der Familie meist erhöht.